# Bentley, Hampshire
Bentley är en ort och civil parish i Storbritannien.   Den ligger i grevskapet Hampshire och riksdelen England, i den södra delen av landet, 60 km sydväst om huvudstaden London.